# Lee Seung-cheol
Lee Seung-cheol (Hangul: 이승철; ou Lee Seung-chul; nascido em 5 de dezembro de 1966, em Seul) é um cantor sul-coreano. Ele foi o vocalista principal da banda Boohwal até 1989, quando saiu do grupo e lançou seu primeiro álbum solo, Don't Say Good-Bye (안녕이라고 말하지마). Em 2005, com seu sétimo álbum, The Livelong Day, ele conquistou o prêmio de melhor cantor no Korean Music Awards. Atualmente, atua como jurado no reality show Superstar K.
Lee é também conhecido por sua canção "Girls' Generation" (hangul: 소녀시대; rr: Sonyeo Sidae), que foi utilizada como nome para o popular girl group sul-coreano formado em 2007 pela SM Entertainment, o Girls' Generation.